# Lake Bodom
Pour plus de détails, voir Fiche technique et Distribution.
Lake Bodom (Bodom) est un film d'horreur finlando-estonien réalisé par Taneli Mustonen, sorti en 2016. Il est inspiré, et non adapté, d’une affaire non résolue sur les meurtres du lac Bodom en juin 1960.

## Synopsis
Quatre jeunes amis décident de camper au lac Bodom dans le but de reconstituer les meurtres survenus en 1960, et cette reconstitution se déroule mal…

## Fiche technique
Sauf indication contraire, les informations mentionnées dans cette section peuvent être confirmées par la base de données cinématographiques IMDb,  présente dans la section « Liens externes ».
- Titre original : Bodom
- Titre international : Lake Bodom
- Réalisation : Taneli Mustonen (fi)
- Scénario : Aleksi Hyvärinen et Taneli Mustonen
- Musique : Panu Aaltio
- Décors : Anneli Arusaar
- Costumes : Jörgen Terepson
- Photographie : Mheiajn Brooks, Rhayarna Hardcastle, Daniel Lindholm, Callie McGregor et Dakota Sakiwi
- Montage : Aleksi Raij
- Production : Aleksi Hyvärinen
- Production déléguée : Taneli Mustonen, Toni Valla, Joris van Wijk et Fabien Westerhoff
- Coproduction : Elina Litvinova, Nikolai Mihailishin et Mika Pajunen
- Sociétés de production : Don Films ; Münchhausen Productions (coproduction)
- Société de distribution : Future Film
- Budget : 1,1 million d'euros[2]
- Pays de production :  Finlande,  Estonie
- Langue originale : finnois
- Format : couleur
- Genre : horreur
- Durée : 85 minutes
- Date de sortie :
  - Finlande : 19 août 2016
  - France : 19 octobre 2017 (Festival international du film de La Roche-sur-Yon)[3] ; 22 septembre 2017 (VAD)

## Distribution
- Nelly Hirst-Gee : Ida-Maria
- Mimosa Willamo (fi) : Nora
- Mikael Gabriel : Elias
- Santeri Helinheimo Mäntylä (fi) : Atte
- Pirjo Lankinen (fi) : la mère
- Ilkka Heiskanen (fi) : le père
- Sami Eerola : le chasseur
- Otso Ahosola : le jeune chasseur

## Tournage
Le tournage a lieu à Espoo pour le quartier de Nuuksio — non pas directement au lac Bodom, mais celui du Nuuksion Pitkäjärvi — en Finlande et également en Estonie,.

## Accueil

### Sorties et festivals
Début mai 2016, Lake Bodom est invité au Festival de Cannes pour un événement organisé par le Marché du film, où les films sont sélectionnés par un jury conjoint des organisateurs de l'événement. Il sort le 19 août 2016 en Finlande, où le designer sonore Panu Riikonen récolte le prix Jussi du meilleur son.
Quant à la France, il est sélectionné dans la catégorie « Variété » et projeté le 19 octobre 2017 au Festival international du film de La Roche-sur-Yon avant de le distribuer en vidéo à la demande dès le 22 septembre 2017.

### Critique
Jon Asp de Variety mentionne que Taneli Mustonen, le réalisateur du « film d'horreur visuellement éblouissant », est « l’un des dix talents nordiques à suivre ».

## Distinctions

### Récompenses
- Festival international du film d'horreur « Screamfest » 2016 : meilleure actrice pour Mimosa Williamo[9]
- Prix Jussi 2017 : meilleur son pour Panu Riikonen[7]

### Nominations
- Festival international du film de La Roche-sur-Yon 2017 : sélection « Variété »[3]
- Festival international du film fantastique de Neuchâtel 2017 : sélection « Ultra movies » - Méliès d'argent du meilleur long métrage européen pour Taneli Mustonen
- Prix Jussi 2017[7] :
  - Meilleur film pour le producteur Aleksi Hyvärinen
  - Meilleure actrice pour Mimosa Williamo

## Faits réels

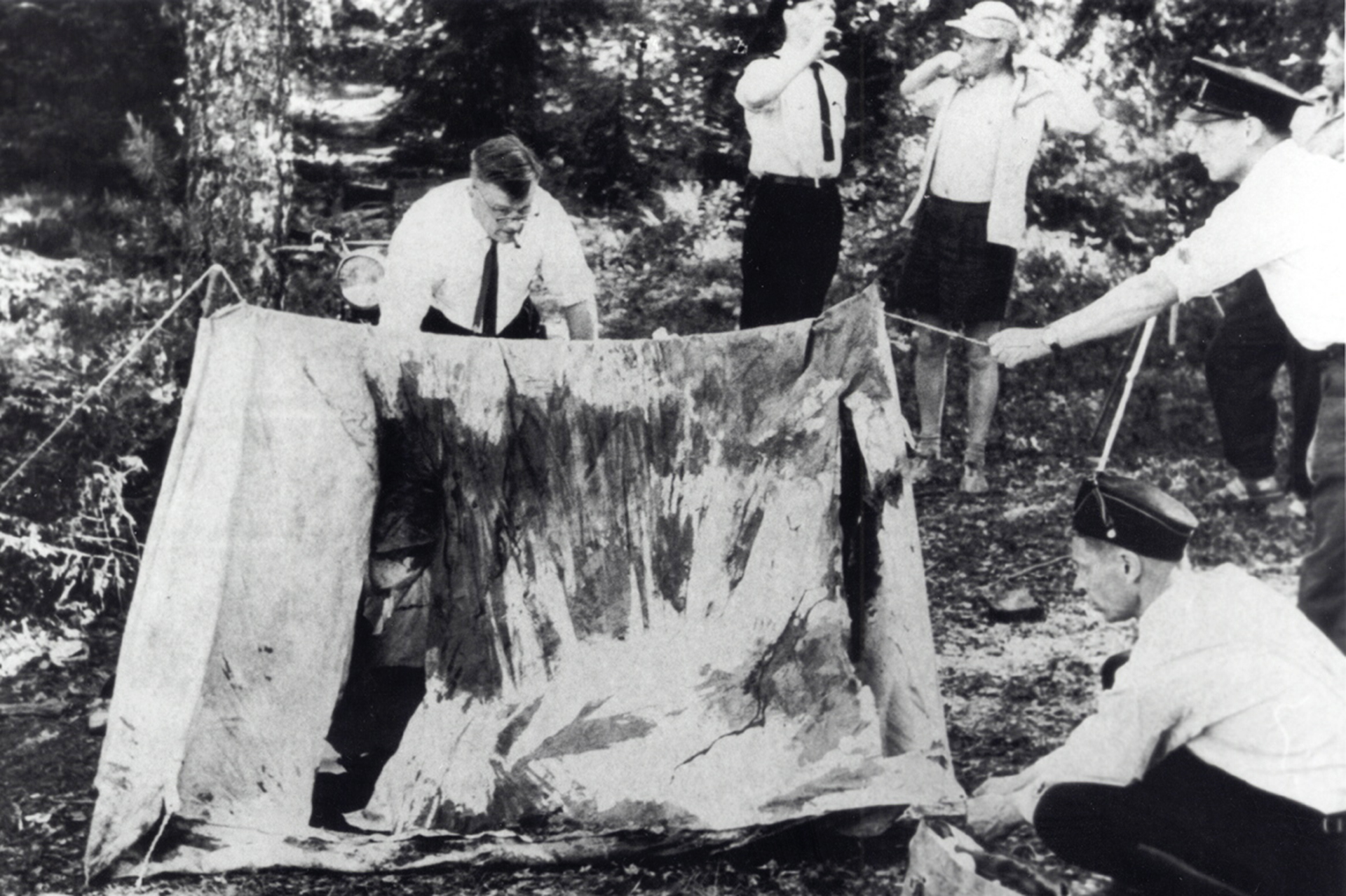
Les enquêteurs autour de la tente du crime, le 5 juin 1960.

En juin 1960, un menuisier fait du jogging au lac Bodom, près du village d'Oittaa, non loin de la ville d'Espoo, découvre, à la fin de la matinée, des corps inertes des quatre adolescents finlandais, dont deux jeunes filles ayant quinze ans accompagnées par leur petit-ami de dix-huit ans. Ces jeunes campaient le long du rivage du lac avant d’être attaqués, poignardés et battus à mort en pleine nuit sauf un des garçons ayant survécu au massacre, victime de commotion cérébrale, de fractures de la mâchoire et des os du visage, d'ecchymoses au visage.
Aucun coupable n'a pu être identifié. En 2004, soit quarante-quatre ans après les faits, le seul survivant est accusé des meurtres mais déclaré non coupable à l'issue du procès en 2005.